# Mustela felipei
La comadreja colombiana (Mustela felipei) o chucur, es una especie rara de mustélido que habita al sur de Colombia, en los departamentos de Huila, Cauca y Nariño,también en el Departamento de Caldas en el municipio de Manzanares  y al norte de Ecuador. Su nombre científico se colocó en honor a Philip Hershkovitz, mastozoólogo estadounidense,
aunque en la región es conocido como 'chucur'. Desde su descubrimiento, solo cinco ejemplares se han capturado en los sitios mencionados; sin embargo, se cree que la especie es endémica a lo largo de la cordillera Central de Colombia y su presencia en Ecuador daría lugar a confusión con la comadreja neotropical (Mustela africana).
Tiene una longitud corporal de aproximadamente 22 cm y una cola de 11 cm. La región dorsal y la cola es negruzco-marrón, mientras el vientre es de color anaranjado-beige. El pelaje es bastante largo.
Parece estar restringida a zonas ribereñas con altitudes entre 1700-2700 m. Existe una deforestación intensa dentro de su pequeño rango de distribución y con solo 10 especímenes conocidos, es probablemente el carnívoro más raro en América del Sur. La especie es considerada como vulnerable por la IUCN.
Muy poco se conoce acerca de su comportamiento, pero algunas características, entre ellas los pies palmeados, sugieren que posee un estilo de vida semiacuático.
Uno de los especímenes fue capturado cerca al parque nacional natural Cueva de los Guácharos (9 000 ha); el parque nacional natural Nevado del Huila (158,000 ha) y el parque nacional natural Puracé (83,000 ha) se encuentran también en zonas aledañas a sitios donde fueron hallados ejemplares de M. felipei. En Ecuador se estima que su presencia no existe y solo se han registrado especímenes como vagantes.
El Instituto Humboldt dio una buena noticia la mañana del  martes 16 de julio de 2019. A través de un comunicado de prensa aseguró que, gracias a una fotografía se confirma que esta especie no está extinta. La imagen, publicada en la plataforma de ciencia ciudadana Naturalista, es la única evidencia que hay sobre la existencia de este animal en el siglo XXI. Desde 1986 no había rastro de la comadreja. Tan solo ejemplares disecados en museos.